# 褐毛溲疏
褐毛溲疏（学名：Deutzia pilosa）为虎耳草科溲疏属下的一个种。

## 扩展阅读
- 維基物種上的相關：褐毛溲疏